# KazMunaiGaz
KazMunaiGaz este o companie petrolieră din Kazahstan. A fost fondată în anul 2002 prin fuziunea „Kazakhoil” și „Oil and Gas Transportation”.
În august 2007, KazMunaiGaz a achiziționat 75% din acțiunile Rompetrol contra sumei de 2,7 miliarde Euro.